# Фосакапрара (Кремона)
Фосакапрара је насеље у Италији у округу Кремона, региону Ломбардија.
Према процени из 2011. у насељу је живело 274 становника. Насеље се налази на надморској висини од 25 м.